# Alicia Terada
Alicia Terada (Resistencia, 19 de agosto de 1952) es una abogada y política argentina de la Coalición Cívica ARI. Se desempeñó como diputada nacional por la provincia del Chaco entre 2014 y 2021, con reelección en 2017 y con un período anterior entre 2009 y 2013.

## Biografía
Nació en Resistencia (Chaco) en 1952, nieta de inmigrantes japoneses. En 1978 se recibió de abogada en la Facultad de Derecho, Ciencias Sociales y Políticas de la Universidad Nacional del Nordeste.
Entre 1978 y 1979, fue secretaria electoral en el Juzgado Federal de Resistencia (Chaco). Trabajó como asesora letrada para la Administración Nacional de la Seguridad Social en Chaco hasta 1994 y luego en la división jurídica de la Administración Federal de Ingresos Públicos-Dirección General Impositiva en Resistencia, donde fue agente fiscal desde 1998 hasta 2005.
En 2001, junto con su excompañera de universidad Elisa Carrió, fundaron Afirmación de una República Igualitaria (ARI), ejerciendo Terada como apoderada del partido. Entre 2005 y 2009 integró la Cámara de Diputados de la Provincia del Chaco por ARI. En 2009 fue elegida diputada nacional por la provincia del Chaco en la lista de la Coalición Cívica ARI (CC-ARI), con mandato hasta 2013.
En 2010, votó en contra del matrimonio entre personas del mismo sexo, y presentó un proyecto alternativo de «unión familiar» que eliminaba la palabra «matrimonio» del Código Civil y unificaba a todas las uniones conyugales bajo esta nueva categoría, incluida la unión homoparental de pleno derecho. El proyecto además incluía la posibilidad de la constitución de uniones familiares sin unión conyugal o de múltiple parejas también con pleno derecho. Durante el debate de la ley se definió budista.
En octubre de 2014 volvió a asumir como diputada nacional, en reemplazo de Miguel Ángel Tejedor. Fue reelegida en 2017, con mandato hasta 2021. En 2018 se opuso al Proyecto de Ley de Interrupción Voluntaria del Embarazo.
Es secretaria de la comisión de Previsión y Seguridad Social, y vocal en las comisiones de Análisis y Seguimiento de Normas Tributarias y Previsionales; de Legislación del Trabajo; y de Legislación General. También ha sido presidenta del Grupo Parlamentario de Amistad con el Estado del Japón.
Desde 2016 es presidenta de la CC-ARI de Chaco.
En 2016, fue distinguida por el Ministerio de Asuntos Exteriores de Japón y en 2017 fue condecorada con la Orden del Sol Naciente.